# Štefanov graben, Mošenik
Štefanov graben je hudourniški gorski potok, ki izvira v okolici prelaza Ljubelj v Karavankah in predstavlja enega izvornih krakov potoka Mošenik. Ta nato teče po Šentanski dolini do Tržiča, kjer se kot desni pritok izliva v Tržiško Bistrico.